# Bickerdyke (cràter)
Bickerdyke és un cràter d'impacte en el planeta Venus de 36,3 km de diàmetre. Porta el nom de Mary Ann Bickerdyke (1817-1901), infermera estatunidenca, i el seu nom va ser aprovat per la Unió Astronòmica Internacional el 1994.